# Diego de Erice
Diego Miguel de Erice Domínguez  (Ciudad de México, 9 de agosto de 1986) es un actor mexicano de televisión, director y escritor, egresado del CEA (la escuela artística de Televisa) en el año 2011. Es reconocido por su participación en la telenovela de Televisa Qué pobres tan ricos como Leonardo Ruizpalacios junto a Zuria Vega y Jaime Camil en el año 2014. Como actor, director y escritor de teatro, es conocido por su obra Como Quieras... ¡Perro Ámame!

## Trayectoria

### Televisión
| Año       | Título                              | Personaje                       |
| --------- | ----------------------------------- | ------------------------------- |
| 2025      | A.mar, donde el amor teje sus redes | Nicolás Fuentes Urrutia         |
| 2023      | Gloria Trevi: ellas soy yo          | Abogado                         |
| 2023      | Eternamente amándonos               | José Juan Verástegui            |
| 2023      | El Junior: El Mirrey de los Capos   | Emiliano Quintana "El Junior"   |
| 2022      | La herencia                         | Cornelio Pérez                  |
| 2020      | Sobreamor                           | Miguel                          |
| 2019      | Por amar sin ley                    | David Aguirre                   |
| 2018      | Y mañana será otro día              | Manuel González                 |
| 2017      | El bienamado                        | Dirceo Retana Briceño           |
| 2016      | Por siempre Joan Sebastian          | Adrián Figueroa González        |
| 2015-2016 | Antes muerta que Lichita            | Braulio Moncada                 |
| 2014-2015 | La sombra del pasado                | Tomás Garcés                    |
| 2013-2014 | Qué pobres tan ricos                | Leonardo Ruizpalacios Ramagnoli |
| 2012-2013 | Amores verdaderos                   | Vladimir                        |
| 2009      | Verano de amor                      | Gael Ángeles                    |

## Programas unitarios
| Año       | Título                 | Personaje                                | Capítulo                    |
| --------- | ---------------------- | ---------------------------------------- | --------------------------- |
| 2020      | Esta historia me suena | Eduardo                                  | Capítulo 18 "A puro dolor"  |
| 2017      | Renta congelada        | Barman de Swinger                        |                             |
| 2013      | Como dice el dicho     |                                          | Capítulo "El que no tranza" |
| 2010-2013 | La rosa de Guadalupe   | Héctor / Emmanuel / Gabriel / Iván / Roy | Varios capítulos            |

## Programas de televisión
| Año           | Título                         | Notas                  |
| ------------- | ------------------------------ | ---------------------- |
| 2023-presente | La casa de los famosos: México | Él mismo, conductor    |
| 2019          | Mi propósito eres tú 2019-2020 | Él mismo               |
| 2019          | Un solo México, la fiesta      | Él mismo               |
| 2019-2021     | Inseparables, amor al límite   | Él mismo, conductor    |
| 2018          | Me caigo de risa               | Él mismo, comediante   |
| 2005          | El rival más débil             | Él mismo, participante |

## Cine
| Año  | Título             | Personaje |
| ---- | ------------------ | --------- |
| 2010 | Sex Espress Coffee | Rey       |

## Teatro
| Año                       | Obra                        | Personaje           |
| ------------------------- | --------------------------- | ------------------- |
| 2019-2022                 | El exorcista                | Padre Damien Karras |
| 2016                      | Marta tiene un marcapasos   | Rigo                |
| 2015                      | Extraños en un tren         | Tonny               |
| 2013-2014 / 2016-presente | Como quieras, ¡Perro ámame! | Max                 |

## Premios y nominaciones

### Premios TvyNovelas 2016
| Categoría           | Telenovela           | Resultado |
| ------------------- | -------------------- | --------- |
| Mejor actor juvenil | La sombra del pasado | Nominado  |

### TV Adicto Golden Awards
| Año  | Categoría                           | Telenovela           | Resultado |
| ---- | ----------------------------------- | -------------------- | --------- |
| 2013 | Mejor lanzamiento juvenil masculino | Que pobres tan ricos | Ganador   |